# Liste der Klassischen Philologen an der Rheinischen Friedrich-Wilhelms-Universität Bonn
Die Liste der Klassischen Philologen an der Rheinischen Friedrich-Wilhelms-Universität Bonn zählt namhafte Hochschullehrer dieses Faches auf, die an der Rheinischen Friedrich-Wilhelms-Universität Bonn wirkten und wirken.

## Überblick
Das Seminar für Klassische Philologie wurde wenige Monate nach Inauguration der Universität Bonn am 19. Februar 1819 gegründet. Vorbild war das Seminar der Universität Göttingen, das 1738 von Johann Matthias Gesner begründet und von 1763 bis 1812 von Christian Gottlob Heyne geführt worden war. Zu den ersten Direktoren des Bonner Seminars wurden Karl Friedrich Heinrich und August Ferdinand Naeke ernannt. Nach Heinrichs Tod trat Friedrich Gottlieb Welcker 1838 in die Direktion des Seminars ein, nach Naekes Tod im selben Jahr wurde ihm im April 1839 Friedrich Ritschl zur Seite gestellt. Welcker und Naeke begründeten 1833 das Rheinisches Museum für Philologie, das seitdem (mit Unterbrechungen) eines der wichtigsten Publikationsorgane der Altertumswissenschaften ist.
Die Zusammenarbeit von Ritschl und Welcker markierte den ersten Höhepunkt der Bonner Schule der Klassischen Philologie. Ritschl erwarb sich in den 36 Jahren seiner Bonner Zeit eine große Schülerschaft; er konzentrierte sich auf die Textkritik lateinischer Autoren. Welcker als Archäologe und Philologe vertrat die Sachphilologie in Bonn. Zu seiner Entlastung wurde 1855 Otto Jahn als Ordinarius berufen. Sein Verhältnis zu Ritschl war persönlich belastet und eskalierte 1865 im Bonner Philologenstreit, in dessen Folge Ritschl Bonn verließ und an die sächsische Universität Leipzig wechselte. Jahn starb vier Jahre später.
Die dritte Phase der Bonner Schule der Philologie war von Ritschls und Jahns Nachfolgern Hermann Usener und Franz Bücheler bestimmt. Usener war ein führender Religionswissenschaftler seiner Zeit, Bücheler war Textkritiker und Realienforscher. Neben ihren beiden Lehrstühlen existierte ein dritter, dessen Inhaber ebenfalls Seminardirektor war. Während die ersten Inhaber dieses Lehrstuhls wenig Ausstrahlung hatten, profilierte sich der dritte Inhaber Anton Elter als wirkungsvoller akademischer Lehrer. Er lehrte auch nach Büchelers und Useners Emeritierung neben ihren Nachfolgern August Brinkmann und Friedrich Marx. Diese drei markieren die vierte Phase der Bonner Schule (ca. 1900–1920), die sich in Ernst Bickel und Christian Jensen fortsetzte.
Während der Zeit des Nationalsozialismus wahrten die Bonner Klassischen Philologen eine kritische Distanz zur herrschenden Ideologie. Hans Herter, Jensens Nachfolger, war zwar nach außen dem Regime angepasst (Mitglied der SA, des NSLB, der NSDAP und des NSDDB), hielt seine Forschungs- und Lehrtätigkeit jedoch frei von nationalsozialistischen Einflüssen. Er blieb nach dem Ende des Zweiten Weltkriegs im Amt und wurde 1967 emeritiert.
In der Nachkriegszeit verbreiterte sich das Spektrum der Philologie in Bonn. Ernst Bickels Nachfolger Wolfgang Schmid behandelte die antike Literatur der Antike, des Mittelalters und der Neuzeit. 1965 wurde Dieter Schaller als außerplanmäßiger (ab 1967 ordentlicher) Professor für Mittel- und Neulateinische Philologie berufen. Schaller leitete das Mittellateinische Seminar bis zu seiner Emeritierung 1994 und darüber hinaus bis 1997 kommissarisch, das Mittellateinische Seminar wurde aufgelöst. Sein Nachfolger wurde 1997 Marc Laureys. Von 1973 bis 2007 war auch die Byzantinistik am Bonner Seminar mit einer Professur vertreten, die Erich Trapp innehatte. Den Bereich Neogräzistik vertrat von 1968 bis 2006 Elsie Mathiopoulou-Tornaritou als akademische Rätin und Honorarprofessorin. Seit ihrem Ruhestand werden neugriechische Sprachkurse von Lehrbeauftragten erteilt.

## Liste der Klassischen Philologen
Angegeben ist in der ersten Spalte der Name der Person und ihre Lebensdaten, in der zweiten Spalte wird der Eintritt in die Universität angegeben, in der dritten Spalte das Ausscheiden. Spalte vier nennt die höchste an der Universität Bonn erreichte Position. An anderen Universitäten kann der entsprechende Dozent eine noch weitergehende wissenschaftliche Karriere gemacht haben. Die nächste Spalte nennt Besonderheiten, den Werdegang oder andere Angaben in Bezug auf die Universität oder das Seminar. In der letzten Spalte stehen Bilder der Dozenten.
| Wissenschaftler                           | von  | bis  | Funktionen                                                                          | Bemerkungen | Bild |
| ----------------------------------------- | ---- | ---- | ----------------------------------------------------------------------------------- | --- | ---- |
| Karl Friedrich Heinrich (1774–1838)       | 1818 | 1838 | Ordinarius                                                                          | Heyne-Schüler, zuvor Professor in Kiel |      |
| August Ferdinand Naeke (1788–1838)        | 1818 | 1838 | Ordinarius                                                                          | Schüler von Gottfried Hermann in Leipzig; Spezialist für griechische Tragödie; zunächst Extraordinarius, seit 1820 Ordinarius |      |
| Friedrich Gottlieb Welcker (1784–1868)    | 1819 | 1861 | Ordinarius                                                                          | persönlicher Ordinarius für Philologie und Archäologie, 1819–1854 Bibliotheksdirektor, 1838–1861 Mitdirektor des Seminars; Spezialist für griechische Literatur, Religion und Kunst                                                                              |      |
| Heinrich Wilhelm Grauert (1804–1852)      | 1826 | 1827 | Privatdozent                                                                        | Historiker und Philologe, wechselte nach Münster, später nach Wien |      |
| Franz Ritter (1803–1875)                  | 1828 | 1875 | Extraordinarius                                                                     | Gymnasiallehrer, 1828 habilitiert, 1833 Extraordinarius; lehrte bis zu seinem Tod nebenamtlich an der Universität |      |
| Laurenz Lersch (1811–1849)                | 1836 | 1849 | Extraordinarius                                                                     | Privatdozent, 1848 Extraordinarius; gründete 1841 den Verein von Altertumsfreunden im Rheinlande |      |
| Friedrich Heimsoeth (1814–1877)           | 1837 | 1877 | Ordinarius                                                                          | Privatdozent, 1848 Extraordinarius, 1865 Ordinarius, 1869 Mitleiter des Seminars, 1869/70 Rektor der Universität; Spezialist für archaische griechische Literatur,                                                                                               |      |
| Friedrich Ritschl (1806–1876)             | 1839 | 1865 | Ordinarius                                                                          | Nachfolger Naekes und Seminardirektor, Spezialist für lateinische Textkritik und Sprachgeschichte, Begründer einer bedeutenden latinistischen Schule; wechselte nach Leipzig                                                                                     |      |
| Ludwig Schopen (1799–1867)                | 1840 | 1867 | Ordinarius                                                                          | Lehrer am Bonner Gymnasium, 1840 Extraordinarius, 1844 Ordinarius |      |
| Ludwig von Urlichs (1813–1889)            | 1840 | 1847 | Extraordinarius                                                                     | Privatdozent, Adjunkt am Kunstmuseum, 1844 Extraordinarius; wechselte nach Greifswald, später nach Würzburg |      |
| Leopold Schmidt (1824–1892)               | 1847 | 1863 | Extraordinarius                                                                     | Privatdozent, 1857 Extraordinarius; Spezialist für Pindar und neugriechische Volkslieder; wechselte nach Marburg |      |
| Otto Jahn (1813–1869)                     | 1855 | 1869 | Ordinarius                                                                          | prospektiver Nachfolger Welckers, 1861–1869 Seminardirektor; vertrat gleichermaßen Philologie und Archäologie |      |
| August Reifferscheid (1835–1887)          | 1860 | 1868 | Extraordinarius                                                                     | Privatdozent, 1867 Extraordinarius; Spezialist für Kirchenväter; wechselte nach Breslau, später nach Straßburg |      |
| Jacob Bernays (1824–1881)                 | 1866 | 1881 | Extraordinarius                                                                     | Ritschl-Schüler, Spezialist für griechische Philosophie, Geistes- und Wissenschaftsgeschichte; wegen seines jüdischen Glaubens nur außerordentlicher Professor                                                                                                   |      |
| Hermann Usener (1834–1905)                | 1866 | 1902 | Ordinarius                                                                          | Nachfolger Ritschls, Spezialist für griechische Literatur und Religionsgeschichte; Begründer einer religionswissenschaftlichen Schule |      |
| Karl Dilthey (1839–1907)                  | 1866 | 1867 | Privatdozent                                                                        | Philologe und Archäologe, wechselte nach Zürich, später nach Göttingen |      |
| Lucian Müller (1836–1898)                 | 1867 | 1870 | Privatdozent                                                                        | Metriker, wechselte nach St. Petersburg |      |
| Eduard Hiller (1844–1891)                 | 1868 | 1874 | Privatdozent                                                                        | 1869 habilitiert; wechselte nach Greifswald, später nach Halle |      |
| Franz Bücheler (1837–1908)                | 1870 | 1905 | Ordinarius                                                                          | Nachfolger Jahns, Spezialist für lateinische Literatur, Texteditor und Epigraphiker; Begründer einer latinistischen Schule |      |
| Eduard Lübbert (1830–1889)                | 1881 | 1889 | Ordinarius                                                                          | Nachfolger Heimsoeths, Professor der Eloquenz (gemeinsam mit Hermann Usener) |      |
| Joseph Klein (1838–1899)                  | 1883 | 1899 | Extraordinarius                                                                     | Direktor des Rheinischen Landesmuseums; außerordentlicher Professor für Archäologie |      |
| Eduard Schwartz (1858–1940)               | 1884 | 1887 | Privatdozent                                                                        | Usener- und Wilamowitz-Schüler, Spezialist für Geschichtsschreibung und Kirchenschriftsteller; wechselte nach Rostock, später nach Gießen, Straßburg, Göttingen, Freiburg, nochmals Straßburg und München                                                        |      |
| Anton Elter (1858–1925)                   | 1890 | 1925 | Ordinarius                                                                          | als Extraordinarius Nachfolger Lübberts, Professor der Eloquenz, 1892 Ordinarius |      |
| Erich Bethe (1863–1940)                   | 1891 | 1893 | Privatdozent                                                                        | Spezialist für griechisches Epos, Tragödie und Dichtung; wechselte nach Rostock, später nach Basel, Gießen und Leipzig |      |
| Alfred Körte (1866–1946)                  | 1895 | 1899 | Privatdozent                                                                        | 1896 habilitiert; wechselte nach Greifswald, später nach Basel, Gießen, Freiburg und Leipzig; Spezialist für griechische Komödie |      |
| August Brinkmann (1863–1923)              | 1902 | 1923 | Ordinarius                                                                          | Nachfolger Useners |      |
| Ludwig Deubner (1877–1946)                | 1903 | 1906 | Privatdozent                                                                        | Spezialist für Religionsgeschichte; wechselte nach Königsberg, später nach Freiburg und Berlin |      |
| Adolf von Mess (1875–1916)                | 1904 | 1909 | Privatdozent                                                                        | Assistent, 1907 habilitiert; Spezialist für griechisch-römische Geschichtsschreibung; wechselte nach Tübingen |      |
| Gino Funaioli (1878–1958)                 | 1905 | 1913 | Lektor                                                                              | hielt italienische und lateinische Sprachkurse ab; wechselte nach Messina, später nach Palermo, Mailand, Bologna und Rom (Sapienza) |      |
| Friedrich Marx (1859–1941)                | 1906 | 1927 | Ordinarius                                                                          | Nachfolger Büchelers, Texteditor |      |
| Christian Jensen (1883–1940)              | 1926 | 1937 | Ordinarius                                                                          | Nachfolger Elters, Papyrologe, Spezialist für hellenistische Dichtung; wechselte nach Berlin |      |
| Erich Reitzenstein (1897–1976)            | 1926 | 1937 | außerplanmäßiger Professor                                                          | Hilfsassistent bei Jensen, 1929 habilitiert, 1933 Oberassistent, 1937 nichtbeamteter außerordentlicher Professor; Spezialist für griechische und römische Dichtung; wechselte zum Wintersemester 1937/38 nach Halle                                              |      |
| Max Siebourg (1863–1936)                  | 1927 | 1936 | Honorarprofessor                                                                    | Honorarprofessor für Didaktik der Alten Sprachen |      |
| Ernst Bickel (1876–1961)                  | 1928 | 1948 | Ordinarius                                                                          | Nachfolger Marx’, Spezialist für griechische Literatur, Rhetorik und Geschichte, 1948–1960 Professor der Eloquenz |      |
| Hans Joachim Mette (1906–1986)            | 1933 | 1937 | Assistent                                                                           | Assistent bei Jensen, 1935 habilitiert; wechselte nach Hamburg |      |
| Hans Herter (1899–1984)                   | 1938 | 1967 | Ordinarius                                                                          | Nachfolger Jensens; Spezialist für griechische Philosophie, Geschichtsschreibung und hellenistische Dichtung |      |
| Walther Kranz (1884–1960)                 | 1950 | 1956 | Honorarprofessor                                                                    | Honorarprofessor für Didaktik der Alten Sprachen |      |
| Felix Scheidweiler (1886–1958)            | 1955 | 1958 | Honorarprofessor                                                                    | Honorarprofessor für Geschichte der spätgriechischen Literatur; Patristiker, zuvor Oberstudiendirektor in Köln |      |
| Ernst Vogt (1930–2017)                    | 1956 | 1967 | außerplanmäßiger Professor                                                          | Assistent, 1960 habilitiert, 1966 apl. Prof.; Spezialist für griechische Literatur und Wirkungsgeschichte der Antike; wechselte nach Mannheim, später nach München                                                                                               |      |
| Franco Munari (1920–1995)                 | 1957 | 1961 | außerplanmäßiger Professor                                                          | 1961 apl. Prof.; wechselte an die Freie Universität Berlin |      |
| Georg Luck (1926–2013)                    | 1962 | 1972 | Ordinarius                                                                          | wechselte an die Johns Hopkins University |      |
| Christian Gnilka (1936–2025)              | 1964 | 1972 | außerplanmäßiger Professor                                                          | 1970 habilitiert, 1971 apl. Prof.; Spezialist für Kirchenschriftsteller; wechselte nach Münster |      |
| Karl August Neuhausen (1939–2017)         | 1965 | 2005 | Akademischer Oberrat                                                                | Schmid-Schüler, 1965 promoviert, 1970 Akademischer Oberrat; Spezialist für lateinische Literatur der Antike, des Mittelalters und der Neuzeit |      |
| Klaus Nickau (* 1934)                     | 1965 | 1970 | Privatdozent                                                                        | Assistent, 1969 habilitiert; Spezialist für griechische Grammatiker; wechselte nach Göttingen |      |
| Dieter Schaller (1929–2003)               | 1965 | 1997 | Ordinarius                                                                          | außerplanmäßiger Professor für Mittel- und Neulateinische Philologie, ab 1967 C4-Professor und Leiter des neugegründeten Mittellateinischen Seminars, 1994 emeritiert, bis 1997 kommissarischer Leiter des Mittellateinischen Seminars                           |      |
| Heinz Gerd Ingenkamp (* 1938)             | 1966 | 2004 | Professor                                                                           | Assistent, 1970 habilitiert, 1971 apl. Prof., 1980 Professor; Spezialist für Antikenrezeption |      |
| Hartmut Erbse (1915–2004)                 | 1968 | 2003 | Ordinarius                                                                          | Spezialist für griechische Literatur, 1984 emeritiert |      |
| Elsie Mathiopoulou-Tornaritou (1928–2022) | 1968 | 2006 | Honorarprofessorin                                                                  | Wissenschaftliche Mitarbeiterin für Byzantinistik und Neogräzistik, 1972 Akademische Rätin, 1995 Oberrätin, 1996 Honorarprofessorin für Neogräzistik |      |
| Ewald Könsgen (* 1941)                    | 1969 | 1989 | Privatdozent                                                                        | Mittellateiner, Assistent 1969, promoviert 1972, habilitiert 1986; wechselte als Professor nach Marburg |      |
| Adolf Köhnken (1938–2017)                 | 1970 | 1992 | Ordinarius                                                                          | Privatdozent, 1971 apl. Prof., 1980 Ordinarius; wechselte nach Münster |      |
| Heinz Neitzel (* 1938)                    | 1971 | 2002 | Professor                                                                           | Erbse-Schüler, 1973 habilitiert |      |
| Willy Schetter (1928–1992)                | 1972 | 1992 | Ordinarius                                                                          | Nachfolger Lucks; Spezialist für römische Literatur (Literaturtheorie, Text- und Echtheitskritik, Zeitgeschichte) |      |
| Erich Trapp (* 1942)                      | 1973 | 2008 | Wissenschaftlicher Rat und Professor                                                | Professor für Byzantinistik |      |
| Jochem Küppers (* 1946)                   | 1975 | 1988 | Privatdozent                                                                        | Assistent, 1984 habilitiert; wechselte nach Aachen, später nach Gießen und Düsseldorf |      |
| Otto Zwierlein (* 1939)                   | 1979 | 2004 | Ordinarius                                                                          | Nachfolger Schmids; Spezialist für lateinische Literatur von der Antike bis zur Neuzeit |      |
| Heinz-Lothar Barth (* 1953)               | 1984 | 2017 | Oberstudienrat im Hochschuldienst                                                   | |      |
| Rainer Jakobi (* 1958)                    | 1987 | 1993 | Privatdozent                                                                        | Zwierlein-Schüler; Assistent, 1993 habilitiert; wechselte nach Halle |      |
| Beate Hintzen                             | 1995 |      | Oberstudienrätin im Hochschuldienst; Habilitation an der Universität Innsbruck 2014 | Spezialistin für Klassisches Latein und Neulatein |      |
| Marc Laureys (* 1963)                     | 1997 |      | Ordinarius                                                                          | Nachfolger Schallers; Spezialist für lateinische Geschichtsschreibung des Spätmittelalters und der Renaissance, Renaissance-Humanismus, antiquarische Studien der Renaissance und des Barocks sowie Überlieferungsgeschichte und Rezeption der antiken Literatur |      |
| Thomas A. Schmitz (* 1963)                | 2003 |      | Ordinarius                                                                          | Spezialist für griechische Lyrik und Rhetorik, Literaturtheorie und Rezeption der antiken Literatur |      |
| Dorothee Gall (1953–2023)                 | 2005 | 2019 | Ordinaria                                                                           | Nachfolgerin Zwierleins; Spezialistin für augusteische Dichtung und Renaissance-Literatur |      |
| Thomas Riesenweber (* 1975)               | 2007 | 2018 | Privatdozent                                                                        | Wissenschaftlicher Mitarbeiter, 2012 habilitiert; Spezialist für römische Elegie und Rhetorik sowie Überlieferungsgeschichte und Textkritik; wechselte nach Wuppertal                                                                                            |      |
| Gernot Michael Müller (* 1970)            | 2019 |      | W3-Professor für Latinistik                                                         | |      |